# Streptocarpus kirkii
Streptocarpus kirkii är en tvåhjärtbladig växtart som beskrevs av Joseph Dalton Hooker. Streptocarpus kirkii ingår i släktet Streptocarpus och familjen Gesneriaceae. Inga underarter finns listade i Catalogue of Life.

## Bildgalleri

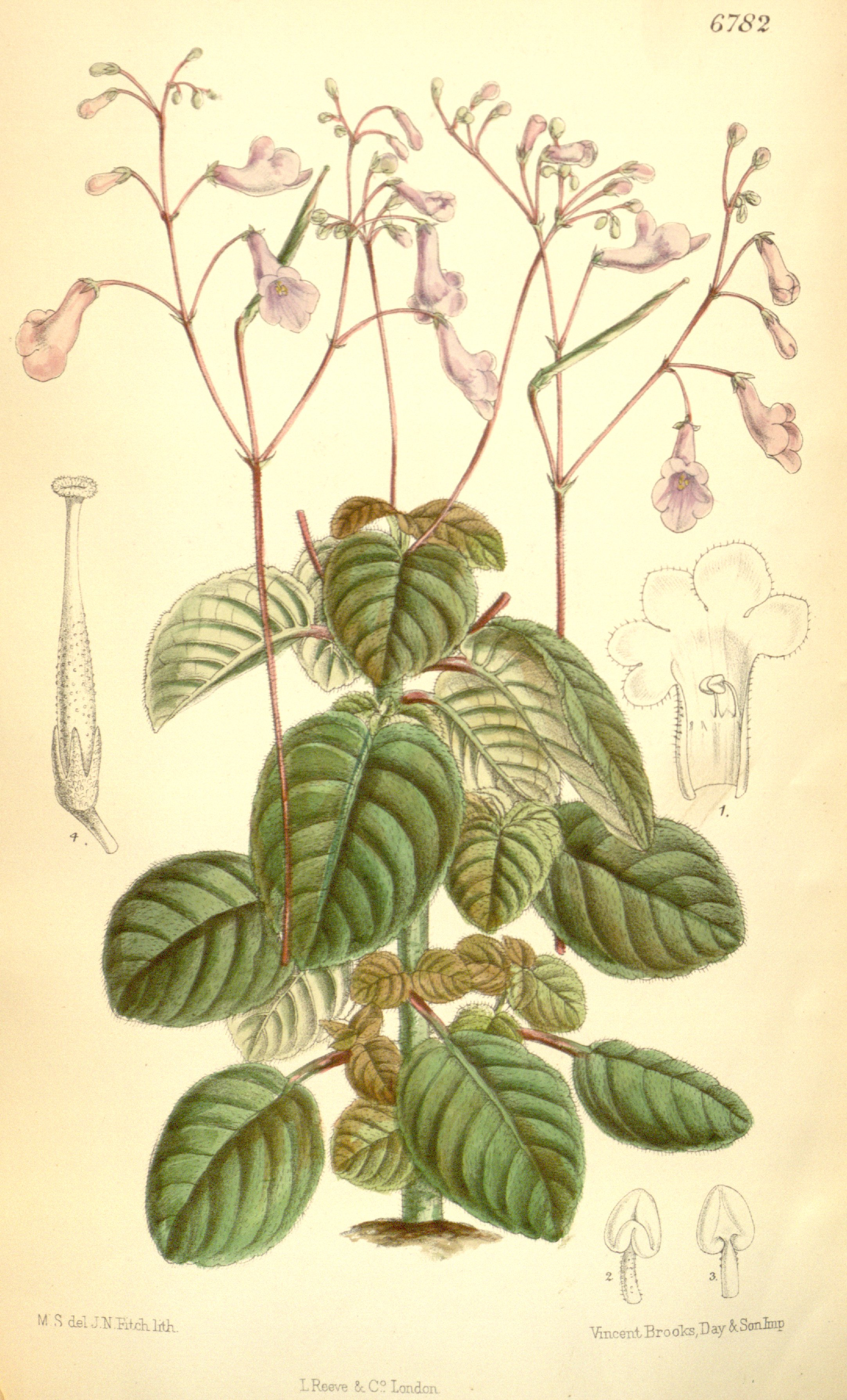